# The Happytime Murders
The Happytime Murders (bra: Crimes em Happytime; prt: Pela Hora da Morte) é um filme policial de mistério e humor negro estadunidense de 2018, dirigido por Brian Henson e roteiro de Todd Berger e história de Berger e Dee Austin Robertson. O filme é estrelado por Melissa McCarthy, Bill Barretta, Maya Rudolph, Joel McHale, Leslie David Baker e Elizabeth Banks. Ambientado em um mundo onde fantoches e seres humanos coexistem, o filme segue uma força policial conjunta de fantoches e humanos que deve resolver uma recente série de assassinatos de estrelas de comédia aposentadas.
O filme foi anunciado pela primeira vez em 2008 pela The Jim Henson Company, o estúdio de produção do criador dos Muppets Jim Henson. Vários atores, incluindo Cameron Diaz, Katherine Heigl e Jamie Foxx, foram convidados a estrelar antes de McCarthy assinar em maio de 2017. As filmagens começaram em Los Angeles em setembro e envolveram o uso de mais de 120 fantoches. The Happytime Murders foi o primeiro filme lançado pela Henson Alternative, uma marca da The Jim Henson Company, especializado em conteúdo adulto.
The Happytime Murders foi lançado em 24 de agosto de 2018, pela STXfilms. Ele recebeu críticas principalmente negativas dos críticos por seu humor voltado para adultos e insinuações, embora os fantoches tenham recebido elogios. O filme foi um fracasso de bilheteria, arrecadando apenas US$ 27,5 milhões em todo o mundo contra um orçamento de US$ 40 a 47 milhões. O filme recebeu seis indicações no 39º Framboesa de Ouro, incluindo Pior Filme e Pior Atriz para McCarthy, que ganhou o último prêmio.

## Elenco
- Melissa McCarthy como a detetive Connie Edwards, ex-parceira de Phil.
- Maya Rudolph como Bubbles, a secretária otimista, otimista e gentil de Phil.
- Joel McHale como agente especial Campbell, um agente severo e arrogante do FBI.
- Elizabeth Banks como Jenny Peterson, uma dançarina burlesca e ex-namorada de Phil, que era o único membro humano da The Happytime Gang.
- Leslie David Baker como como tenente Banning, superior da polícia de Edwards.
- Michael McDonald como Ronovan Scargle, CEO da Puppet Television Network, que produziu The Happytime Gang.
- Cynthy Wu como Brittany Marlowe, a namorada de Larry Phillips.
- Mitch Silpa como Tommy, um criminoso que vende peças de marionetes no mercado negro.
- Hemky Madera como Tito, um criminoso que compra peças de marionetes no mercado negro.
- Jimmy O. Yang como oficial Delancey, um policial.
- Ryan Gaul como oficial Milligan, um policial.
- Fortune Feimster como Robin, traficante de ervas daninhas e fã de longa data de The Happytime Gang.
- Ben Falcone como Donny, funcionário da LAPD.

### Marionetistas
- Bill Barretta como Phil Phillips, um ex-policial desonrado que agora é um detetive particular. Ele foi o primeiro fantoche a se tornar um policial, mas foi demitido da força depois de matar acidentalmente o pai de Sandra.
  - Barretta também interpreta Junkyard, um membro da quadrilha de Lyle.
  - Barretta também interpreta Boar, um javali que trabalha no calçadão da praia .
- Dorien Davies como Sandra White (née Jakoby), uma marionete que contrata Phil para investigar um caso por ela, tendo um motivo vingativo secreto contra ele.
- Kevin Clash como Lyle, um ator de The Happytime Gang que interpretou um técnico de esportes e agora é um traficante.
  - Clash também interpreta Augustus Bumblypants, um coelho branco que interpretou um carteiro no The Happytime Gang e agora tem um vício em pornografia.
- Drew Massey como Goofer, um ator de The Happytime Gang que interpretou um faz-tudo e agora é um sem-teto e viciado em açúcar, o que é como heroína para os fantoches.
  - Massey também interpreta Vinny, um abutre que trabalha na sex shop local.
- Ted Michaels como Ezra, ator de The Happytime Gang e primo de Cara.
  - Michaels também interpreta um bandido sexista que trabalha para Lyle.
- Colleen Smith como Cara, atriz de The Happytime Gang e primo de Ezra.
  - Smith também interpreta um dálmata na loja pornô de Vinny.
  - Smith também interpreta Carol.
- Alice Dinnean e Donna Kimball como Sheila e Diane (as "Rotten Cotton Girls"), uma dupla de prostitutas e strippers fantoches.
  - Kimball também interpreta uma vaca sem nome na loja pornô de Vinny.
  - Kimball também interpreta Roxy.
- Brian Henson como um caranguejo em uma lata de lixo.
- Allan Trautman como polvo na sex shop de Vinny.
  - Trautman também interpreta o médico fantoche relutante que opera Connie.
- Victor Yerrid como Larry "Shenanigans" Phillips,  irmão mais velho de Phil e ator de The Happytime Gang que interpretou um policial e, atualmente, ele já teve a pele azulada e passou por uma plástica no nariz.
  - Yerrid também interpreta um velho fora do escritório particular de Phil, que adora cantar e dançar.

Além disso, Henson faz uma aparição na tela em uma fotografia no apartamento de Connie.

### Vozes
- Patty Gugenheim como Roxy
- Damon Jones como fantoche doutor

## Produção

### Desenvolvimento
Anunciado em 2008 como estando em desenvolvimento pela The Jim Henson Company, servindo como o primeiro filme da empresa a receber uma classificação R da Motion Picture Association of America, o filme foi escolhido dois anos depois pela Lionsgate com janeiro de 2011 direcionado data de início. Na época, Cameron Diaz tinha sido oferecida um papel principal no filme. Diaz saiu e Katherine Heigl entrou em negociações para substituí-la.
Em julho de 2015, foi anunciado que a STX Entertainment adquiriu os direitos do filme The Happytime Murders (Lionsgate os perdeu) e colocou o filme em desenvolvimento ativo, com revisões de roteiro de Erich e Jon Hoeber. Em abril de 2016, Jamie Foxx entrou em negociações para estrelar o filme. Em maio de 2017, foi revelado que Melissa McCarthy havia sido contratada para estrelar o filme, além de contribuir com reescritas menores e não creditadas no roteiro do filme. Isso foi seguido por Maya Rudolph sendo adicionada em agosto e em setembro, Elizabeth Banks, o marionetista Bill Barretta, e Joel McHale, todos se juntaram oficialmente ao elenco.

### Filmagens
A filmagem principal do filme começou em Los Angeles, Califórnia, em 11 de setembro de 2017. O filme tinha um orçamento de produção na faixa de US$ 40 a 47 milhões, com McCarthy sendo paga entre US$ 10 a 17,5 milhões.
Havia um total de 125 fantoches no filme, com 40 criados especificamente para ele. Para acomodar os marionetistas, todos os conjuntos foram montados para que eles pudessem ficar no chão, pois a melhor maneira de operar os marionetes é se eles estiverem de pé com os braços esticados. Como o chão dos cenários se desfazia em pedaços, os atores humanos tinham uma margem de dois pés para permanecer no caminho. O supervisor de efeitos visuais Sam Nicholson disse que o filme teve muitos desafios de efeitos visuais, especificando: "É um dos trabalhos mais complexos que já fizemos, porque, em uma cena, você pode ter uma combinação das principais fotografias feitas às 8K e depois fantoches no chroma key sendo marionetizado por quatro marionetistas para cada marionete. E então você tem toda a remoção da haste desses fantoches, e então você tem avatares ou fantoches de CG que estão bem ao lado dos fantoches reais".

## Lançamento
The Happytime Murders foi lançado nos cinemas pela STX Entertainment em 24 de agosto de 2018. O filme foi originalmente agendado para 17 de agosto de 2018, mas foi adiado uma semana.
O primeiro trailer oficial foi lançado em 18 de maio de 2018, com seleções selecionadas de Deadpool 2.

### Mídia doméstica
The Happytime Murders foi lançado em Digital HD em 20 de novembro de 2018 e em DVD e Blu-ray em 4 de dezembro de 2018, pela Universal Pictures Home Entertainment.

## Recepção

### Bilheteria
The Happytime Murders arrecadou US$ 20,7 milhões nos Estados Unidos e Canadá e US$ 6,8 milhões em outros territórios, num total mundial de US$ 27,5 milhões, contra um orçamento de produção de cerca de US$ 40 milhões.
Nos Estados Unidos e no Canadá, The Happytime Murders foi lançado juntamente com A.X.L., e foi projetado para arrecadar US$ 13 a 15 milhões de 3.225 cinemas em seu primeiro fim de semana. O filme arrecadou US$ 950 mil em visualizações de quinta-feira à noite, melhor do que os US$ 700 mil feitos por Life of the Party, de McCarthy, três meses antes. Ele estreou com US$ 9,5 milhões, marcando a abertura mais baixa da carreira de McCarthy como protagonista. Ele caiu 54% em seu segundo final de semana para US$ 4,4 milhões, terminando em oitavo.

### Resposta crítica
No agregador de críticas Rotten Tomatoes, o filme tem uma classificação de aprovação de 24% com base em 239 críticas, com uma classificação média de 3,86/10. O consenso crítico do site diz: "The Happytime Murders desperdiça sua premissa intrigantemente transgressora em uma comédia sem sentido que aperta cegamente os botões em vez de tentar contar uma história divertida". Em Metacritic, o filme tem uma pontuação média ponderada de 27 em 100, com base em 48 críticos, indicando "críticas geralmente desfavoráveis". As audiências consultadas pelo CinemaScore deram ao filme uma nota média de "C-" na escala A+ a F, a mais baixa da carreira de McCarthy como protagonista, enquanto no PostTrakos deram uma pontuação geral "terrível" de 58% no total.
Andrew Barker, da revista Variety, escreveu: "Não deveria surpreender que "Happytime" seja ridiculamente curto como uma metáfora do racismo. Mas seu erro de cálculo mais fatal é a decisão de carregar tantos de seus objetos mais grosseiros nos primeiros 15 ou 20 minutos, privando o restante do filme do valor de choque que é toda a sua razão de ser".
O filme recebeu uma crítica positiva de William Bibbiani, do IGN, que escreveu: "The Happytime Murders pode não ser um clássico atemporal a par de Roger Rabbit, mas é mais interessante e matizado do que sugere seu humor violento e atrevido. O teatro de fantoches é fantástico, os personagens são interessantes e, embora a história não seja engenhosa, as piadas são geralmente engraçadas".
Chris Nashawaty, da Entertainment Weekly, atribuiu ao filme um C+, afirmando que "a dissonância cognitiva dos personagens infantis que caíram em situações extremamente adultas deve provocar faíscas de tabu, como fizeram no Team America: World Police...mas principalmente parece uma ideia promissora mal executada.

### Premiações
| Prêmio                             | Categoria                                | Destinatário(s)                                             | Resultado | Ref.   |
| ---------------------------------- | ---------------------------------------- | ----------------------------------------------------------- | --------- | ------ |
| St. Louis Film Critics Association | Pior Filme do Ano                        | The Happytime Murders                                       | Indicado  | [ 29 ] |
| Houston Film Critics Society       | Melhor Pior Filme                        | The Happytime Murders                                       | Venceu    | [ 30 ] |
| Alliance of Women Film Journalists | Salão da Vergonha                        | The Happytime Murders                                       | Indicado  | [ 31 ] |
| Alliance of Women Film Journalists | Atriz que mais precisa de um novo agente | Melissa McCarthy                                            | Indicado  | [ 31 ] |
| Framboesa de Ouro                  | Pior Filme                               | Brian Henson, Jeffrey Hayes, Melissa McCarthy & Ben Falcone | Indicado  | [ 32 ] |
| Framboesa de Ouro                  | Pior Diretor                             | Brian Henson                                                | Indicado  | [ 32 ] |
| Framboesa de Ouro                  | Pior Atriz                               | Melissa McCarthy                                            | Venceu    | [ 32 ] |
| Framboesa de Ouro                  | Pior Ator Coadjuvante                    | Joel McHale                                                 | Indicado  | [ 32 ] |
| Framboesa de Ouro                  | Pior Dupla                               | Quaisquer dois atores ou fantoches                          | Indicado  | [ 32 ] |
| Framboesa de Ouro                  | Pior roteiro                             | Todd Berger & Dee Austin Robertson                          | Indicado  | [ 32 ] |

## Processo
Em maio de 2018, a Sesame Workshop, organização por trás da produção da série de televisão Sesame Street, entrou com uma ação contra a STX Productions por usar sua marca registrada em um filme com o qual não têm envolvimento, incluindo o slogan "No Sesame, all Street". Eles alegaram que a associação de um programa infantil a uma comédia adulta iria manchar a reputação do primeiro, além de confundir indivíduos. Em resposta, a STX divulgou uma declaração indicando sua persistência para manter inalterado o marketing do filme. Em 30 de maio de 2018, o processo foi rejeitado pelo juiz presidente do caso, com a STX emitindo uma breve declaração logo depois: 
“Nós adoramos a Vila Sésamo e estamos obviamente muito satisfeitos que a decisão reforçou o que a intenção da STX era desde o início — honrar a herança das criações premiadas da The Jim Henson Company, enquanto fazia uma distinção clara entre os Muppets. ou personagens da Vila Sésamo e o novo mundo criado por Brian Henson e equipe. Acreditamos que conseguimos isso com o slogan muito direto NO SESAME, ALL STREET. Estamos ansiosos para continuar felizes enquanto nos preparamos para lançar Happytime Murders neste verão.”
Alguns comerciais subsequentes do filme fizeram referências ao processo iniciando os anúncios com "Do estúdio processado pela Vila Sésamo...".